# ニジギンポ
ニジギンポ（学名：Petroscirtes breviceps）は、スズキ目ギンポ亜目イソギンポ科に分類される魚の一種。

## 分布
南日本、朝鮮半島、西太平洋に分布する。

## 特徴
体長は8cmで細長い。体色は黒褐色で、体側には暗色縦帯があり、その上下には白色帯がある。口は小さく、前鼻孔や下顎などに皮質突起がある。臀鰭は2棘17～21本の軟条、背鰭は10～12棘17～21本の軟条からなる。
沿岸の浅い岩礁域に生息する。幼魚は流れ藻についている。海藻やゴカイ類などを食べる。初夏に巻貝などの殻の内側に産卵する。
食用には利用されない。